# Kerensheide (Beek)
Kerensheide is een voormalig gehucht in de Nederlandse provincie Limburg. Het gehucht viel onder de gemeente Beek en heeft in de jaren 70 van de 20e eeuw moeten verdwijnen om plaats te maken voor uitbreidingen van het fabrieksterrein van DSM (het huidige Chemelot-terrein).

## Geschiedenis
Kerensheide is begin 20e eeuw aangelegd en diende als woonwijk voor personeel van de Staatsmijn Maurits. Het wijkje werd vlak ten zuiden van deze mijn aangelegd, op grondgebied dat destijds nog bij de gemeente Beek behoorde. Op deze plek was indertijd een boerderij gelegen genaamd de "Kerenshof". Het gebied daaromheen werd de "Kerensheide" genoemd. Het was een woonbuurt gebouwd op een afstand van de bestaande woonkernen met de opzet van een tuindorp. De wijk was gebouwd in kruisvorm en bestond uit de Kerenshoflaan, de Kerensstraat, de Gravin Odastraat, de Graetheidelaan en de Mgr. Seipellaan. In 1918 werd met de bouw begonnen van mijnwerkerswoningen aan de Gravin Odastraat. In de jaren 30 werden de meeste beambtenwoningen gerealiseerd. Als laatste werden de z.g. ingenieurswoningen gebouwd. De stijl van de woningen leek op die van de Limburgse architect Alphons Boosten, die ook het sterk lijkende Mauritspark tekende.
Door de plannen voor het Stikstofbindingsbedrijf, naast de Maurits, werd al gauw duidelijk dat uitbreidingsmogelijkheden voor Kerensheide op deze plek beperkt waren omdat dit de expansie van de fabrieksterreinen zou verhinderen. Daardoor werd de realisatie van verdere woningbouw ongeveer twee kilometer westelijker verplaatst, in de gemeente Stein, waardoor alhier "Nieuw-Kerensheide" ontstond.
Kerensheide viel onder de gemeente Beek, het postkantoor was in Geleen. De scholen waren in Stein (Nieuw-Kerensheide) en Geleen. Er was een kruidenier, een café, een bakker, een bandenreparatiebedrijf een voetbalveld en een tennisbaan. De groenteboer en de melkboer kwamen langs de deur. De bevolking bestond uit mijnwerkers, beambten en hoger Staatsmijnpersoneel.
Na de Tweede Wereldoorlog werd duidelijk dat verdere uitbreiding door de omringende industrie onmogelijk was geworden. Desondanks is er – ten tijde van woningnood – toch nog een straat z.g. Oostenrijkse woningen bijgebouwd. Bij de sloop in de jaren 70 werden die verkocht om ergens anders opnieuw opgebouwd te kunnen worden.
De cokesfabriek "Emma II" ten zuiden van Kerensheide werd uitgebreid met een chemietak, het toenmalige "Polychem" (later DSM). Dat zorgde ervoor dat het wijkje nu aan alle kanten werd omsloten door fabrieksterreinen. 
In de jaren 70 werd Kerensheide uiteindelijk geheel afgebroken voor de bouw van een nieuwe naftakraker voor DSM ("NAK 4", de huidige "Olefins 4" van SABIC). De laatste woning, die nog enige tijd in gebruik was als portiersloge van de naftakraker, werd gesloopt in 1979.
Van Kerensheide zijn tegenwoordig alleen nog de bomenrijen van de straten te vinden.